# Euthria
Euthria is een geslacht van weekdieren uit de klasse van de Gastropoda (slakken).

## Soorten
- Euthria abrotona Fraussen & Rolán, 2003
- Euthria adeles Dautzenberg & H. Fischer, 1906
- Euthria adunca (Bronn, 1831) †
- Euthria amorimi Fraussen, 2004
- Euthria aracanensis Angas, 1873
- Euthria bernardi Fraussen & Rolán, 2003
- Euthria boavistensis Cosel, 1982
- Euthria calderoni Rolán, 1985
- Euthria calypso Cosel & Burnay, 1983
- Euthria ceddensis Brunetti & Della Bella, 2016 †
- Euthria cesari Monteiro & Rolán, 2005
- Euthria chinense (MacNeil, 1961)
- Euthria cornea (Linnaeus, 1758)
- Euthria cumulata Fraussen & Hadorn, 2003
- Euthria darwini Monteiro & Rolán, 2005
- Euthria effendyi Fraussen & Dharma, 2002
- Euthria emilioi Fraussen & Afonso, 2011
- Euthria fernandesi Rolán, Monteiro & Fraussen, 2003
- Euthria helenae Rolán, Monteiro & Fraussen, 2003
- Euthria inesae Fraussen, Monteiro & Swinnen, 2012
- Euthria insulabris Fraussen & Rolán, 2003
- Euthria japonica (Shuto, 1978)
- Euthria javanica Fraussen & Dekker, 2002
- Euthria lubrica (Dall, 1918)
- Euthria marianae Rolán, Monteiro & Fraussen, 2003
- Euthria minor Bellardi, 1872 †
- Euthria noligomesi Rolán & Monteiro, 2007
- Euthria pangoides (Beu, 1973) †
- Euthria perpiniana Fontannes, 1879 †
- Euthria philpoppei Fraussen, 2002
- Euthria placibilis Fraussen, Monteiro & Swinnen, 2012
- Euthria plioelongata Sacco, 1890 †
- Euthria poppei Fraussen, 1999
- Euthria pulicaria Dautzenberg & H. Fischer, 1906
- Euthria rolani Cosel, 1982
- Euthria scepta Fraussen & Hadorn, 2003
- Euthria septa Fraussen & Hadorn, 2003
- Euthria solifer Fraussen & Hadorn, 2003
- Euthria somalica (Parth, 1999)
- Euthria soniae Rolán, Monteiro & Fraussen, 2003
- Euthria taeniopsoides Fraussen & Afonso, 2008
- Euthria vandae Rolán & Monteiro, 2007
- Euthria vokesi Fraussen & Garcia, 2008
- Euthria walleri (Ladd, 1976)